# (16874) Kurtwahl
(16874) Kurtwahl est un astéroïde de la ceinture principale.

## Description
(16874) Kurtwahl est un astéroïde de la ceinture principale. Il fut découvert le 20 janvier 1998 à Socorro (Nouveau-Mexique) par le projet LINEAR. Il présente une orbite caractérisée par un demi-grand axe de 2,29 UA, une excentricité de 0,04 et une inclinaison de 3,2° par rapport à l'écliptique.

## Compléments